# Jean-Joseph Rabearivelo
Jean-Joseph Rabearivelo, född 4 mars 1901, eller mer troligt 1903, i Antananarivo, Madagaskar, död på samma plats 22 juni 1937 (självmord), var en madagaskisk poet, dramatiker, essäist, översättare och litteraturteoretiker. Han brukar ofta anses vara Afrikas första moderna poet, och har kallats en av 1900-talets mest inflytelserika och enigmatiska poeter.
Tidigt i sitt författarskap var han väldigt påverkad av franska symbolister och poeter som Charles Baudelaire, Jules Laforgue och Stéphane Mallarmé. Framförallt är han dock hågkommen för de två diktsamlingarna Presque-songes (Nästan-drömmar, 1934) och Traduit de la nuit (Tolkat från natten, 1935), som kombinerade traditionella malagassiska versformer och rytmer, som hainteny, med en modernistisk surrealism.  
Totalt skrev han över 20 diktsamlingar, pjäser, essäer och romaner, på franska, malagassiska och även spanska. Blott hälften gavs dock ut under hans livstid. Dessutom översatte han till malagassiska, bland annat Edgar Allan Poes Morden på Rue Morgue och "Korpen". Till svenska har ett urval av hans dikter översatts av Ingemar och Mikaela Leckius. 2016 uruppfördes en kortopera om Rabearivelo på Kungliga Operan i Stockholm, komponerad av Tebogo Monnakgotla.

## Biografi

### Familjebakgrund
Rabearivelo föddes som Joseph-Casimir Rabearivelo den 4 mars 1901, eller mer troligt 1903, i Madagaskars huvudstad Antananarivo. Namnet "Casimir" är taget från dagens helgon den dagen han föddes. "Joseph" lades till vid hans katolska dop, 15 januari 1905. Efternamnet uttalas ungefär "Rabearivél", och är sammansatt av orden "Ra", som är ett hövligt, personligt prefix, "be", som betyder överflöd, "Ari", som betyder skapare på sanskrit, och "avelo" som betyder själ på malagassiska.
Rabearivelos mor, Rabozivelo, var när Rabearivelo föddes 17 år gammal. Hon tillhörde den aristokratiska ätten Zanadralambo på både fädernet och mödernet, ättlingar till kung Ralambo och därmed en del av den aristokratiska Hova-klassen i Kungariket Imerina. Rabearivelos mormor Ranivo hade tidigt konverterat till protestantismen, och blev på grund av detta förtryckt och satt i fängelse under drottning Ranavalona I – som förbjöd utövande av kristendom. Hon skonades dock slutligen, och valde att bosätta sig i sin födelseby Ambatofotsy Avaradrano, ett tiotal kilometer utanför Antananarivo. Där träffade hon och gifte sig med den inflytelserike pastorn Andriambelo, som bland annat under den kungliga epoken döpte och vigde drottning Ranavalona II, som införde kristendomen på Madagaskar. Det innebar att familjen under Ranavalona II tillhörde den yttersta aristokratin i Imerina. Bara några år innan Rabearivelo föddes annekterades dock Madagaskar av Frankrike, och ön blev en fransk koloni. Den merinska adelns tillbakagång präglade Rabearivelos uppväxt.
Enligt Rabearivelos födelseattest var fadern okänd, och Rabozivelo var ensamstående. Ung och utsatt återvände Rabozivelo därför från Anananarivo till Ambatofotsy där hon arbetade som spetsmakare. För att finansiera sin sons böcker och liv sålde hon till och från ärvda smycken, och till sist till och med sitt föräldrahem. Hon gifte sig med skräddaren Alexis Rafaralahy, som det inte finns många biografiska uppgifter om. Relationen med Rabearivelo ska ha varit god. Senare forskare har identifierat en doktor Rakotomalala som Rabearivelos biologiske far. Den utpekade fadern tillhörde samma adliga ätt som hans moder.

### Uppväxt och skolgång
Rabearivelo växte upp hos sin morbror och moster inne i Antananarivo. Hemmet var katolskt, och låg i kvarteret Ambatonakanga mellan den gamla kungliga huvudstaden och de koloniala kvarteren. Mostern tillhörde Barmhärtighetsdöttrarna och var mycket troende. Fem år gammal började Rabearivelo 1908 i Ignorantbrödernas skola, som drevs i enlighet med en strikt katolsk tro. Skoluniform och hård disciplin präglade skolan, där franska och grundläggande kunskaper i olika ämnen stod i fokus. Det var vanligt att madagaskiska familjer satte sina barn i katolska skolor från unga år, som förberedelse till offentliga skolor, något som i sin tur öppnade dörrar till offentliga anställningar. Det var dock ovanligt att de började skolan så unga som Rabearivelo. Rabearivelo gick i Ignorantbrödernas skola till 1913, och gjorde enligt betygen bra ifrån sig.
1913 skrevs han in i Jesuitordens Collège de Saint-Michel, i en röd tegelbyggnad uppförd 1888. Skolan var, liksom Ignorantbrödernas skola, känd för hårda krav och hård disciplin, med bland annat dagliga böner och religiösa ceremonier. Eleverna var inackorderade i skolan, och Rabearivelo vantrivdes i jesuitordens atmosfär. Han gick från att ha haft bra betyg i Ignorantbrödernas skola till att vara bland de sämsta i klassen. Han svarade sällan på frågor, och än mer sällan tillfredsställde svaren han gav lärarna. Han blev ofta agad, klarade sällan proven och lyckades inte lära sig läxorna. Enda gången det gick bättre var i de privatlektioner i latin som han fick av fader Dumas, men framförallt eftersom det innebar en väg in till poesin. Således började han upptäcka poeter som Alphonse de Lamartine, Charles Baudelaire, och François-René de Chateaubriand. I övrigt bidrog skolgången till att han tappade sin tro, och 1915 blev han även utkastad från skolan, delvis på grund av sina dåliga betyg, men också för att det ryktades att han läste just Baudelaire.

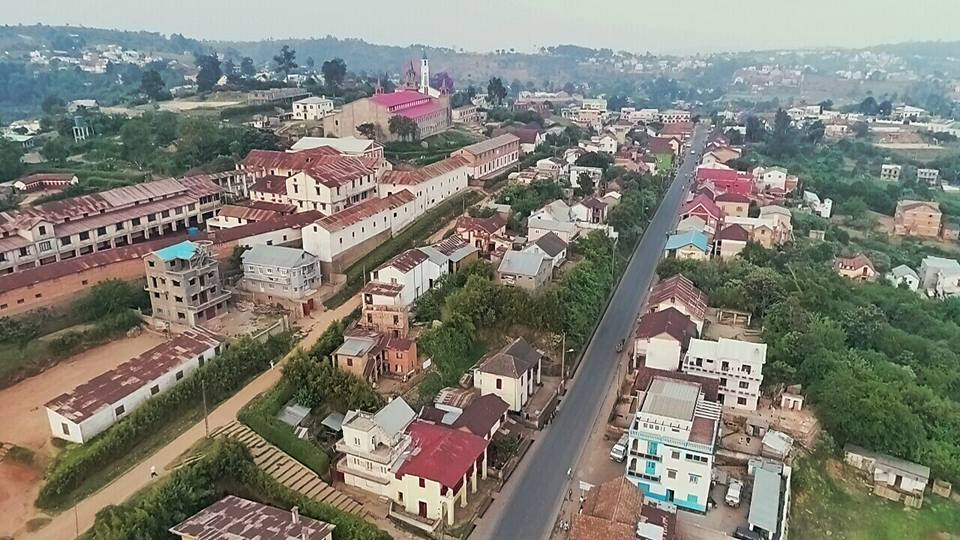
Under några månader bodde han i Ambatolampy söder om huvudstaden Antananarivo, en av få, möjligtvis den enda, gången som han bodde utanför huvudstaden.

I stället skrevs han in vid Flacourtskolan i Antananarivo, en offentlig skola med gott rykte för madagasker. Det faktum att hans morbror kände rektorn bidrog till att han blev antagen. Undervisningen var inte konfessionell, och gavs på franska. Han lydde dock inte lärarna, pratade och skrattade högt under lektionerna och störde sina klasskamrater. Därför tvingades han under 1916 även lämna Flacourtskolan. Hans skolgång blev således begränsad, och han fick börja arbeta som springpojke. Som poet var han därmed till största del autodidakt, delvis ett resultat av en mycket intensiv läsning av poesi och skönlitteratur.
Om hans liv mellan 1916 och 1918 finns mycket lite information, utom att han ska ha tillbringat mycket tid i sin morbrors bibliotek och med andra unga poeter, bland annat Fredy Rajaofera som var först med att skriva fri vers på malagassiska. 1918 började hans första dikter att ges ut. Mellan 1918 och 1919 bodde han i Ambatolampy sjuttio kilometer söder om Antananarivo, där han arbetade som sekreterare åt distriktschefen. Det var en av få, möjligtvis enda, gången i hans liv som han bodde utanför Antananarivo.

### Biblioteksanställd
År 1919 var han tvungen att återvända till Antananarivo, möjligtvis på grund av sjukdom i familjen, men med goda referenser från arbetsgivaren i Ambatolampy lyckades han få ett nytt arbete i huvudstaden, på Cercle de l'Union, ett av biblioteken i stadens europeiska kvarter. Därigenom fick han nära tillgång till böcker och texter, och pengarna som arbetet inbringade spenderade han på böcker, som kom lådvis – ofta med uppemot 30 kilogram böcker – två gånger i månaden. Han blev helt enkelt alltmer alltmer intresserad av litteratur, i synnerhet fransk litteratur från 1800-talets slut och 1900-talets början. Han läste den tidens franska litteratur för att förbättra sin egen franska. I en tidningsartikel från 1930 konstaterade han att han hade "förgiftats av böckernas undervisning". Han började därtill brevväxla med franska författare över hela världen. Med posten tillbaka skickade han stora mängder brev, ibland uppemot 70 stycken, till författare och kulturpersonligheter världen över, bland annat André Gide. Genom böckerna han beställde från Frankrike kunde han läsa symbolister som Paul Verlaine, Arthur Rimbaud och Stéphane Mallarmé. Dessutom lärde han sig engelska och spanska, och försökte sig på att lära sig hebreiska. Han läste tyska och engelska författare och poeter intensivt, bland annat Johann Wolfgang von Goethe, Rainer Maria Rilke och William Shakespeare. Framförallt dyrkade han dock Charles Baudelaires Le Spleen de Paris. 

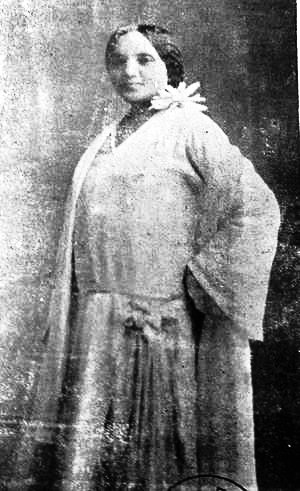
Esther Razanadrasoa.

I början av 1920 var Rabearivelo tvungen att lämna sin post på Cercle de l'Union, och därmed förlorade han tillgång till dess samlingar. Samtidigt hade dock ett offentligt bibliotek öppnat i kvarteret Ambohidahy och i brist på arbete tillbringade han stora delar av sin tid på det nyöppnade biblioteket. I biblioteket fanns tidningar och tidskrifter från hela världen, men ett ganska begränsat antal böcker: 3 354 stycken år 1920. Det är oklart hur mycket han faktiskt skrev under perioden. Olika primärkällor, bland annat tidningsintervjuer och vittnesmål, berättar om ett mycket flitigt skrivande. I en dagbok refererar han till två teaterstycken, och en nära vän ska ha korrekturläst en roman, men denna har inte återfunnits. Han fick dock under tidigt 1920-tal ett antal dikter, noveller och följetongsromaner publicerade i olika tidskrifter. Publiceringen i den medicinska tidskriften Vakio Ity fick honom att komma i kontakt med den malagassiska poeten Esther Razanadrasoa (1892–1931), som var ett välkänt namn inom den malagassiska litteraturen. Rabearivelo själv hävdar att Razanadrasoa var den första kvinnan ur Hova-klassen som skrev litteratur. Hon skrev en roman, Rasolihanta, men sammanställde framförallt mycket malagassisk poesi och grundade flera tidskrifter. Hon gav även omfattande stöd och inspel till Rabearivelo i hans skrivande. Eftersom hon var bosatt i Mahajanga på nordvästra Madagaskar brevväxlade de dock enbart under de första fyra åren av deras vänskap. I Vakio Ity skrev han under pseudonym flera romantiska eller smäktande dikter och texter till Razanadrasoa.

### En kulturell brytningstid
Början av 1920-talet var en orolig tid på Madagaskar. Några år dessförinnan hade den nationalistiska, antikoloniala rörelsen Vy Vato Sakelika (V.V.S) förbjudits, och dess framträdande företrädare – som i många fall var författare, poeter, skådespelare och andra kulturpersonligheter – hade tvingas i exil, satts i fängelse eller dömts till straffarbete. Dessutom drabbade flera pestepidemier ön, och stämningen i Antananarivo präglades av oro och melankoli. En författare som dock inte hade förvisats var Wast Ravelomoria. Han uppmuntrade Rabearivelo att publicera poesi på malagassiska i små professionella poesitidskrifter, men även att översätta poesi till malagassiska, bland annat Edgar Allan Poes "Korpen" och Morden på Rue Morgue. När klimatet lättade något, när författare som Justin Rainizanabololona, Ny Avana Ramanantoanina och Jasmina Ratsimiseta kunde återvända till Madagaskar från sin exil i Komorerna och censuren hävdes under 1923 fick den madagaskiska litteraturen ånyo ett uppsving. Bland annat i och med grundandet av Journal de Madagascar franco-malgache 2 februari 1923. I en dagboksanteckning skriver Rabearivelo att det på nytt gick att andas, och att en ny gryning för Madagaskars litteratur var på gång. Dels på grund av att viktiga författare återkom till Madagaskar, men också för att de tog med sig nya erfarenheter och stilar. Det innebar även ett generationsskifte, där bland annat Esther Razanadrasoa blev en av de nya företrädarna men där även Rabearivelo bidrog med poesi och artiklar. Långsamt började Rabearivelos namn därmed att bli synligt och känt på Madagaskar.

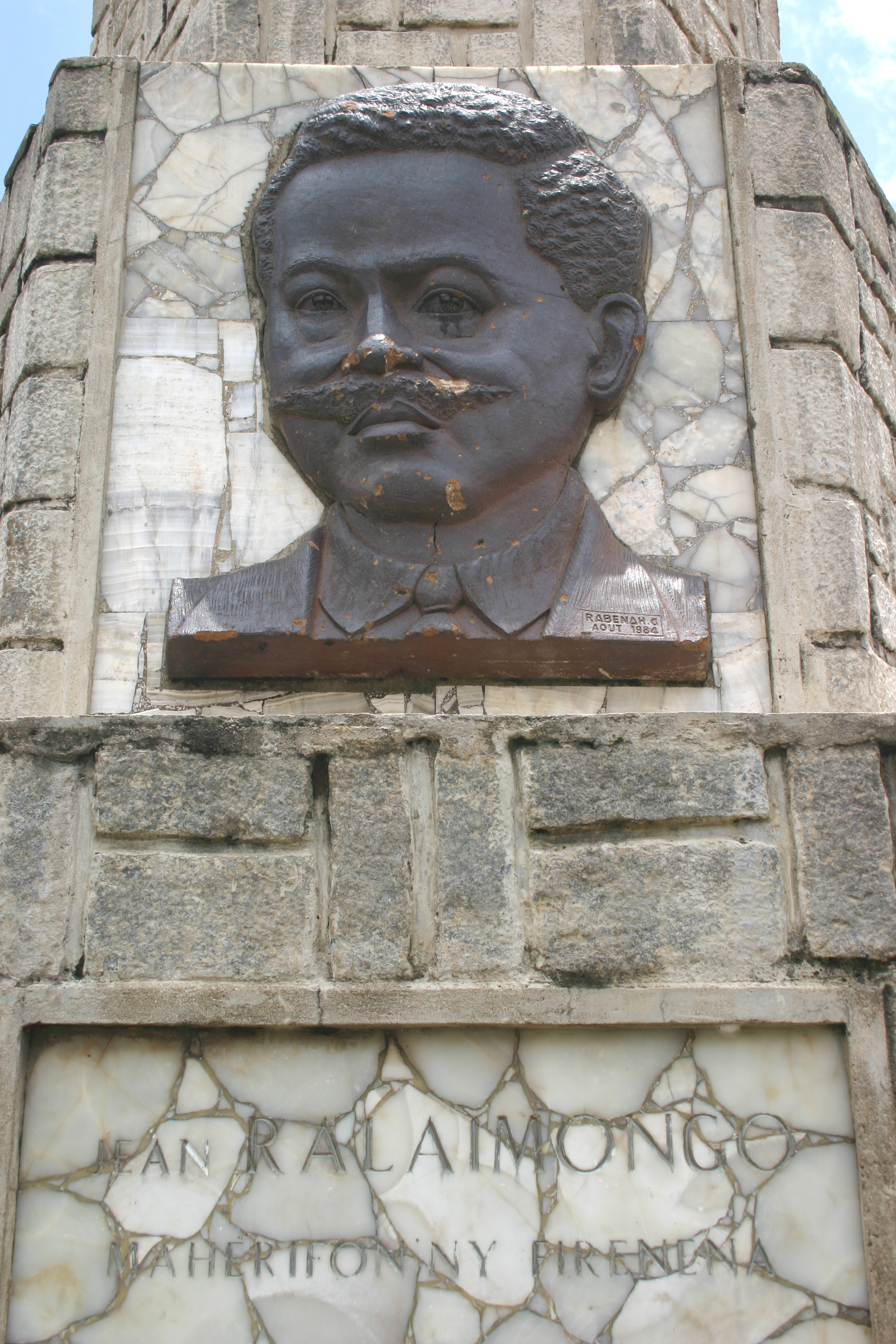
Jean Ralaimongo, malagassisk nationalistledare.

Han blev vid samma tidsperiod del av en liten bokcirkel som kretsade kring författaren och fotografen Samuel Jafetra och författaren och musikern Édouard Andrianjafitrimo (Stella). Stella var en generation äldre än Rabearivelo och flera andra, och väckte många av vännernas beundran. Hans poetik var symbolismens ideal och parnassens form. Jafetra å sin sida hade dömts till straffarbete i exil på Mayotte för sitt deltagande i nationaliströrelsen Vy Vato Sakelika, men när han återvände började han hålla salong varje tisdag och fredag, och samlade där den kulturella urbaniteten – bland annat Rabearivelo. Rabearivelo och Jafetra blev i synnerhet väldigt nära vänner, och när Jafetra dog 1925 skrev Rabearivelo en hyllningsdikt som framfördes vid begravningen.
Under den politiskt oroliga tiden var Madagaskar splittrat mellan frankofiler som stod den franska kolonialmakten nära, och socialistiska eller kommunistiska nationalister. Rabearivelo fann sig ofta splittrad mellan dessa två läger. Å ena sidan stod han nära franskspråkiga poeter och tjänstemän som Pierre Camo och Paul Étienne från Réunion, men hade även kontakter med en nationalistledare som Jean Ralaimongo. I en krönika i januari 1925 upprördes han över hur V.V.S aktivister hade behandlats och att processen borde göras om.

### Spetsmakare och korrekturläsare
Efter att ha förlorat sitt arbete på biblioteket arbetade han mellan 1921 och 1923 som spetsmakare. Därmed beträdde han samma yrkesbana som sin mor, och även sin morbror. Arbetet på ateljén där han fick anställning leddes av en Anna Gouverneur. Antananarivo var under den här perioden ett regionalt centrum för produktion av spetsar och broderier. I ateljén träffade han bland annat Rasoarinoro, och de inledde en intensiv kärleksaffär. En vän till Rabearivelo som studerade medicin informerade emellertid Rabearivelo om att Rasoarinoro hade elefantiasis på båda fötterna, och efter detta avbröt Rabearivelo relationen. Kärleken till Rasoarinoro skildras dock i dikten "Pour une petite phtisique" ("Till en liten lungsjuk", den tredje delen av långdikten "Threnos") i Presque-songes (Nästan-drömmar). Under tiden i spetsateljén skrev även Rabearivelo den första bevarade dikten på franska, på en pappbit. Rabearivelo tecknade även på flera pappbitar, och teckning kom han att fortsätta att ägna sig åt under hela sitt liv.
Via kontakter fick han anställning som korrekturläsare på ett tryckeri, Imerinas tryckeri. En sådan kontakt var Paul Étienne från Réunion, som drev Journal de Madagascar franco-malgache. Under nästan ett år hade Étienne publicerat dikter och andra texter av Rabearivelo i tidskriften, och följde noggrant hans framsteg. Étienne hade dessutom nära kontakt med familjen Dussol som drev Imerinas tryckeri (som vid Madagaskars självständighet blev landets nationella tryckeri). Tryckeriet tryckte bland annat tidningen La Tribune de Madagascar. Rabearivelo kom att arbeta vid tryckeriet från 1924, eller möjligtvis 1923, fram till sin död, även om han fick ersättning först från och med 1926. Louis Dussol, som drev tryckeriet tillsammans med sin son, kom att hysa en stor beundran för Rabearivelo, vilket med tiden bidrog till att flera av Rabearivelos verk också trycktes.

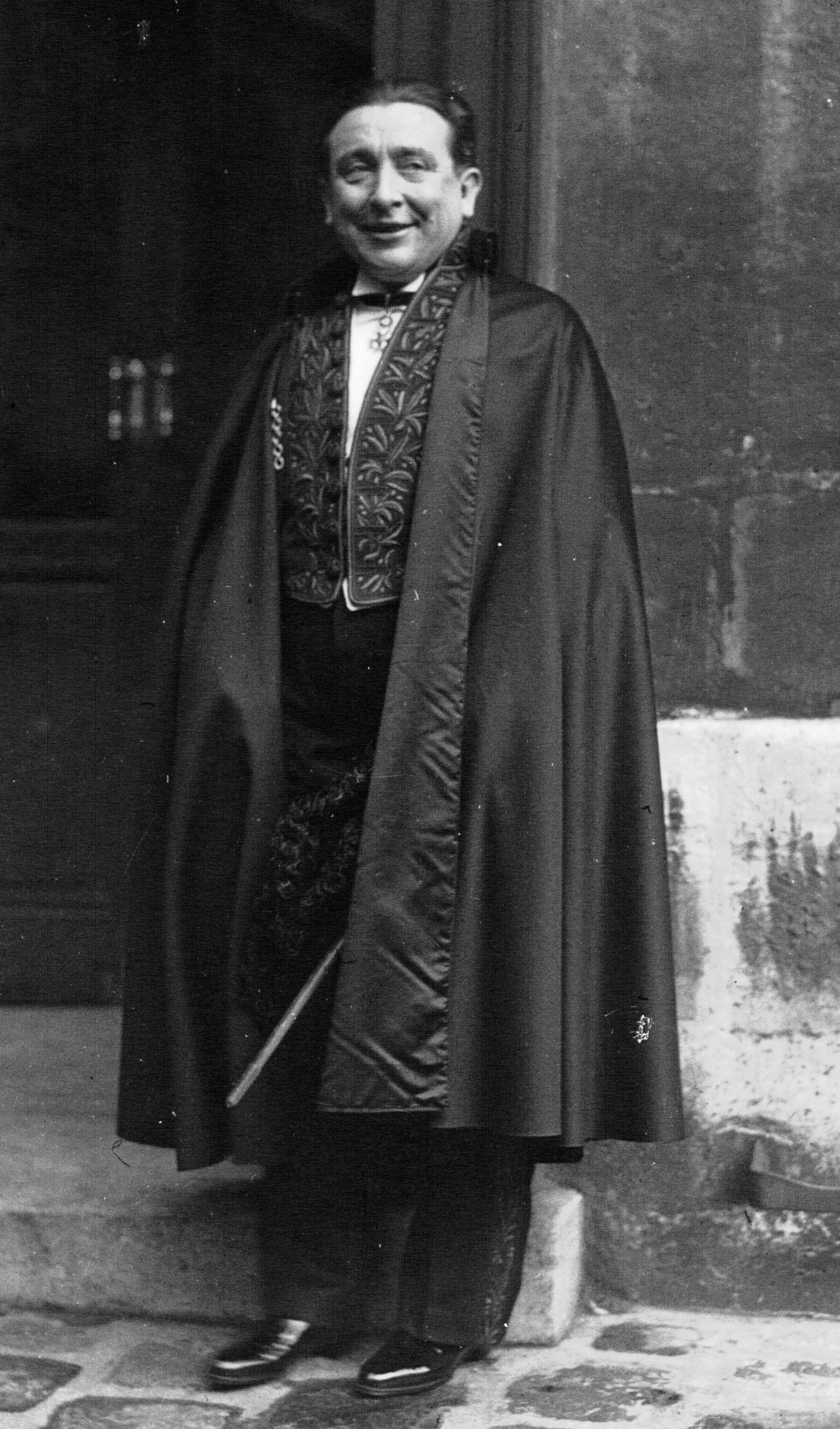
Rabearivelo läste och skrev flera texter om Pierre Benoit.

Lärdomarna från de skisser han gjorde under tiden som spetsmakare tog han också med sig när han 1925 skrev in sig på en teckningskurs på distans. Kursen gjorde till att han började teckna en stor mängd teckningar, i synnerhet kroki, av sina barn och av olika förebilder.
Anställningen vid tryckeriet gjorde det möjligt för honom att läsa och skriva än mer, och han var ständigt uppdaterad om den samtida litteraturen. I krönikor och essäer i Journal de Madagascar franco-malgache skrev han därigenom om författare som Pierre Benoit, Jules Laforgue, Tristan Corbière, Tristan Derème och Charles Renel. Dessutom bidrog anställningen till att han kom i kontakt med än fler viktiga personer i det madagaskiska kulturlivet, bland annat journalisten Victor Malvoisin och mångkonstnären Samuel Ratany, som med tiden blev en av Rabearivelos närmsta vänner innan han dog, 25 år gammal i oktober 1926. När Samuel Ratany dog sammanställde Rabearivelo och flera poetvänner till, med dikter av bland annat Ny Avana Ramanantoanina och Fredy Rajaofera, en diktsamling till hans minne, som gavs ut på Imprimerie norvégienne (Norska tryckeriet). Rabearovelo inledde samtidigt också en intensiv brevväxling med den mauritiske poeten Robert Edward Hart.
1924 gavs diktsamlingen La Coupe de Cendres ut, och därmed blev han en central del av det madagaskiska kulturlivet, och rönte även viss uppmärksamhet utomlands. Han gjorde därtill en blygsam karriär inom den franska koloniala administrationen, och blev nära vän med tjänstemän som Robert Boudry och Pierre Camo, som båda också var flitiga läsare och författare. Med hjälp av dessa kontakter blev han 1932 korresponderande ledamot i Madagaskiska akademin.

### Äktenskap
År 1924 presenterade Samuel Jafetra Rabearivelo för sina två systerdöttrar, Marguerite "Mary" Rabako och Sahondra Razafindrafara. Det huvudsakliga syftet var att Rabearivelo skulle kunna hjälpa dem att bli bättre på franska, för att i sin tur kunna röra sig friare i den madagaskiska societeten. Marys familj drev tidigt en fotografiateljé i Antananarivo, och hon var engagerad i familjeföretaget. Rabearivelo, Mary Rabako och Sahondra Razafindrafara träffades i Marys föräldrahem och Rabearivelo försökte genom dessa lektionstillfällen att få dem intresserade av fransk poesi och det franska språkets skönhet. Rabearivelo skrev även själv små dikter och texter till de två kvinnorna, och snart uppstod romantiska känslor. Först förälskade sig Rabearivelo i Sahondra Razafindrafara, men det verkar som att hon – som redan i unga år blev änka – nekade honom. Vänskapen mellan Rabearivelo och Sahondra Razafindrafara upphörde dock aldrig. Hon besökte ofta Rabearivelos hem, och han gav henne ofta teckningar. I stället gifte han sig 1926 med Mary Rabako, trots att hon fram till 1925 hade varit förlovad med en Gabriel Rabenja. Mary Rabako ska ha varit en intelligent, lugn, eftergiven och närvarande fru och mor. Äktenskapet mellan Rabearivelo och Mary Rabako tycks dock inte ha glatt Rabearivelos familj på mödernet, för trots att hon kom från en borgerlig hova-familj tillhörde hon inte aristokratin. Äktenskapet förblev därför borgerligt fram till 1934. Rabearivelo behöll ändå en väldigt nära relation med sin mor.
Genom äktenskapet med Mary Rabako introducerades Rabearivelo även för hennes morbror, fotografen Ramilijaona (som också hade straffats för sitt deltagande i V.V.S). Ramilijaona var en framstående fotograf i Madagaskar, och blev ombedd att representera Madagaskar vid utställningarna exposition coloniale internationale i Paris och Antwerpen 1931, där han mottog medalj för sina fotografier. Ramilijaona tog även många fotografier av Rabearivelo. Rabearivelo hade redan tidigt förstått fotografiets makt, och han utnyttjade flitigt närheten till fotostudion som fanns i hans frus släkt, på en plats i en tid när fotografier annars var väldigt dyra. Inledningsvis kom Rabearivelo och Ramilijaona varandra mycket nära. Det kom dock att skära sig i relationen. Första gången det skar sig var när Rabearivelo hade varit otrogen mot sin fru. Ramilijaona skickade ett långt, indignerat brev till en ångerfull Rabearivelo, och de tycks ett kort tag ha lyckats reda ut osämjan. Kort därefter skar det sig dock igen, av oklar anledning, och denna gången kom det att hålla i sig.

### Familjeliv
Paret Rabearivelo bodde kvar nära Rabearivelos morbror och moster, i kvarteret Ambatonakanga. Om Rabearivelos liv mellan 1924 och 1933 är jämförelsevis lite känt, eftersom han brände alla sina dagböcker mellan 1924 och 1933. Olika vittnesmål berättar om ett nära umgänge med vänner och familj, och att de exempelvis brukade ta med dessa på utflykter och picknickar i Antananarivos omgivningar. Det faktum att det fanns en bil inom Mary Rabakos familj gjorde detta ännu enklare. Det är dock även känt att Rabearivelo redan under tidsperioden började drabbas av hälsoproblem, bland annat med hjärtat och med astma. Enligt egen utsago hade han bland annat återkommande feberepisoder, kronisk ögoninflammation, urinvägsinfektioner. Sjukdomsepisoderna gjorde också att han hade svårigheter med att sköta sitt arbete. Dessutom hade Rabearivelo svårt att hålla sig från det intellektuella, konstnärliga nattlivet, med bland annat stora mängder alkohol.
Den 16 oktober 1926 föddes deras förstfödde son, Solofo. Rabearivelo och Mary Rabako fick trots dessa utmaningar fem barn: Solofo, Sahondra, Voahangy, Norr och Velomboahangy. Under tidsperioden dog dock även hans favoritdotter Voahangy, tre år gammal, en sorg som han aldrig återhämtade sig från.

### Död

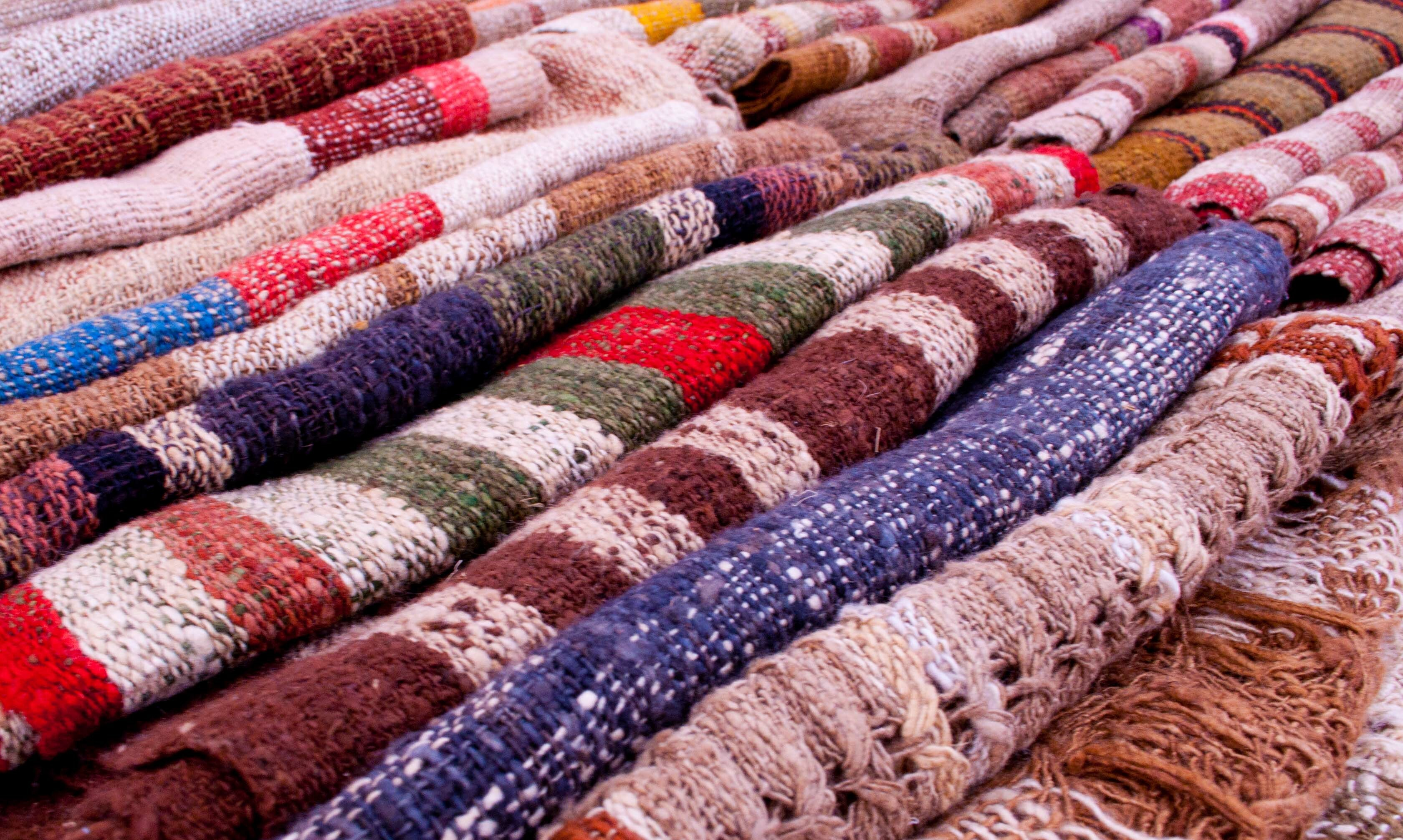
Lamba är en traditionell madagaskisk sjal som sveps om kroppen. Traditionellt har man begravt människor invirade i lamba, vilket bland annat Rabearivelo blev.

Såväl Rabearivelos ekonomi som hans hälsa var under slutet av hans liv mycket dålig. Hans hälsa tog skada av astma och opiumrökning. Den dåliga ekonomin berodde dels på att han var tvungen att försörja sin familj på en låg lön, dels på hans beroende av spelhus och opium. När han inte kunde betala sina skatter sattes han i fängelse, ett straff som bara de mörkhyade kunde ådömas. Straffet bidrog dessutom till en stor besvikelse. Rabearivelo användes flitigt av den franska administrationen som ett exempel på framgångsrik assimilation, och i växande grad trodde han själv på detta. Besvikelsen blev därför stor när han sattes i fängelse för att inte ha betalat sin skatt – något som hans status i samhället egentligen skulle ha gjort omöjligt, i synnerhet hans position som korresponderande ledamot i Madagaskiska akademin. Denna besvikelse förstärktes av ytterligare när han nekades möjligheten att representera Madagaskar vid världsutställningen i Paris 1937. Den dåliga hälsan och ekonomin, tillsammans med sorgen över hans dotter och besvikelsen över att kolonialmakten nekade honom möjligheten att representera sitt land vid världsutställningen i Paris 1937, bidrog till att han den 22 juni 1937 svalde han cyankalium och tog sitt liv.
Likt Gunnar Ekelöf förde han anteckningar in i det sista om sin dödsupplevelse, i sin dagbok Calepins bleus ("Blå anteckningsböcker") som totalt omfattade 1 800 sidor (trots att stora delar bränts). Anteckningarna förde han mellan 1924 och 1937, och i dem märks under de sista åren ett tilltagande missnöje med den franska koloniala administrationen, och hur lite uppskattning han kände att han fick trots sina insatser. Han kände sig exkluderad från den franska kulturen som han så hade ansträngt sig för att tillhöra, men också från den madagaskiska kulturen, då många madagasker ogillade hans samarbete med den franska kolonialadministrationen.
"Lite äldre än du, Rimbaud, före intet" skrev han på sista dagen i dagboken, och till poeten och den blivande nationalistledaren Jacques Rabemananjara att "Jag räcker dig facklan! Håll den högt!" Han begravdes i Ambatofotsy, svept i en klassisk lamba av rött siden.

## Litterära verk

### Malagassisk diktdebut
Allra första gången som en dikt av Rabearivelo publicerades i tryck var 1918, då Rabearivelo var 15 år gammal. Det var på sidan 8 i juninumret av tidskriften Ny Mpijinja (Skördaren), en tidskrift för jord- och lantbruk som dock också hade kultursidor. Dikten hette "Kalokalon'ny mpijinja", "Skördarens sång". I tidskriften publicerades under 1918 och 1919 7–8 dikter av Rabearivelo, under både pseudonymen "Kotro-Maningana" och "Aéro-Dremina", något som han avslöjade själv först långt senare. I mars 1919 angav han dock efter pseudonymen Kotro-maningana även "R.B.A.R.V.L Ambatolampy", såväl en indikation på vem som skrivit dikten som att han då för ett kort tag hade flyttat från Antananarivo till Ambatolampy. Därefter fortsatte Rabearivelo att publicera dikter under sent 1910-tal och tidigt 1920-tal på malagassiska i tidskrifter som Vakio Ity, Ny Mpandinika, Ny Ranovelona och Diavolana, under pseudonymer som Aéro-Drémina, Atmosphère och K. Verbal. Samlade gavs dock inte dessa dikter ut förrän Rabearivelo dött. I april 1920 fick Rabearivelo även sina första noveller publicerade i Vakio Ity, en tidning med fokus på hälsa och hygien som dock hade lågt anseende efter flera kampanjer. Vid samma tidpunkt, 15 april 1920, började också följetongsromanen Ilay fitiavana mpandresy (Den segrande kärleken, om olycklig kärlek) ges ut, under pseudonymen K. Verbal. Romanen publicerades som följetong till 15 januari 1922. Under 1922 och 1923 fortsatte ett antal noveller och följetongsromaner på malagassiska, i tidskrifter som Journal de Madagascar franco-malgache (Fransk-malagassiska Madagaskars tidskrift) och redan nämnda Vakio Ity. Flera av texterna var i äventyrsromanens stil, eller på gränsen till pikaresker.
Under 1920-talet är språkfrågan känslig på Madagaskar. Den franska kolonialmakten är orolig över vad som trycks på malagassiska, eftersom de har svårare att följa vad som sägs. Samtidigt lättas censuren på malagassiska något under mitten av 1920-talet, då den nya generalguvernören Marcel Olivier menar att dylik språkcensur både kan drabba undervisningen och inställningen till Frankrike. Frågan får än större vikt när pastor Ravelojaona i juli 1927 skriver ett manifest för malagassiskan i tidskriften Ny Mpanolotsaina. I samma veva startar Esther Razanadrasoa och Victor Malvoisin en ny malagassisk tidskrift i Antananarivo, Tsara Hafatra (det goda budskapet), vars första nummer ges ut i januari 1927. Rabearivelo skriver flera texter i tidskriften, bland annat en recension av Razanadrasoas (Anja-Z:s) pjäs Tsimbalivaly.

### Franskspråkig poesidebut
I början av 1920-talet började Rabearivelo även att skriva på franska, och den första franskspråkiga dikten publicerades 24 maj 1921 i tidskriften La Tribune de Madagascar. Rabearivelo själv menade att det var den första franskspråkiga dikten skriven av en madagask som någonsin publicerats. Därefter dröjde det till 1923 innan han skrev på franska igen, då ett antal dikter publicerades i tidskriften 18° Latitude Sud, som drevs av hans vän, tjänstemannen och poeten Pierre Camo. I samma tidskrift översatte han även dikter från malagassiska till franska, bland annat av Esther Razanadrasoa och Lys-Ber. Han skrev dock fransk poesi under tiden däremellan. Bland annat finns några anteckningsblock med arbetsnamnet Fleurs d'extase ("Extasens blommor") bevarade. Skrivandet gick fort, ofta en dikt om dagen. I december 1922 omfattade produktionen 268 dikter, och det hårda poetiska arbetet fortsatte fram till 1925, även om arbetsnamnet ändrades till Les Solitudes ("Ensamheterna") under början av 1924.

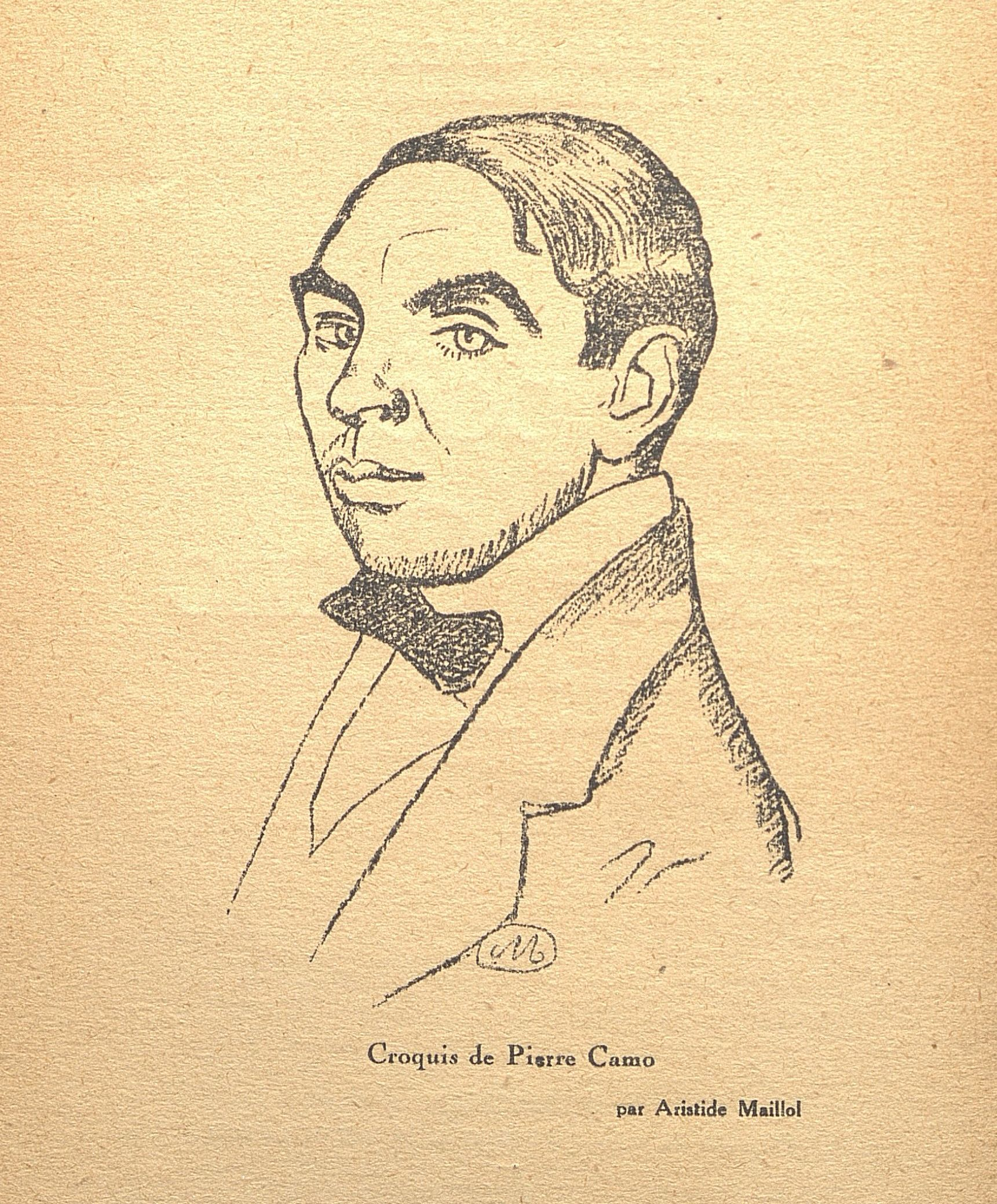
Pierre Camo, fransk tjänsteman och poet som var nära vän till Rabearivelo.

1924 gavs även hans första diktsamling ut på franska, La Coupe de Cendres, som bestod av 16 dikter med tydlig inspiration av fransk romantik och symbolism, men även fransk metrik och rimmönster, i synnerhet i Baudelaires tradition. Teman som genomsyrade diktsamlingen var döden, melankolin och det förgångna. Det var första gången som han gav ut ett verk under sitt blivande officiella namn, Jean-Joseph Rabearivelo. Tidigare hade han, när han inte använde pseudonym, använt namn som "J. Rabearivelo" eller "Jh. Rabearivelo", men till La Coupe de Cendres lade han till "Jean", från sin konfirmation, och födelsenamnet "Joseph". Han skrev även ett flera sidor långt förord till diktsamlingen, som dedikerades till poeten, redaktören och kritikern Maurice Levaillant. Trots att han arbetade på ett madagask-reunionskt tryckeri gavs den inte ut där, utan han vände sig till mauritiern Gaston Pitot de la Beaujardière och dennes förlag Imprimerie moderne de l'Émyrne för utgivningen. Diktsamlingen var ett resultat av det hårda poetiska skrivandet, bland annat med insikter från skrivandet av Fleurs d'extase, och han hade under lång tid reciterat flera av dikterna för bland annat Esther Razanadrasoa. Han deklarerade själv att han nu ville ha titeln poet. Diktsamlingen gjorde även att han blev en del av den innersta intellektuella cirkeln i Antananarivo. Den fick dessutom viss uppmärksamhet utanför Madagaskar, i synnerhet då den omnämndes i tidskriften Le Siècle 14 december 1924. I artikeln introducerades han som Pierre Camos skyddsling.
1924 gavs även hans första alster ut utanför Madagaskar, då flera dikter trycktes i La Grande France som drevs av franska koloniala författare, i huvudsak från Réunion. I samma tidskrift trycktes Rabearivelos översättningar från malagassiska till franska av Esther Razanadrasoa. I december 1925 gavs dessutom flera av Rabearivelos dikter ut i den mauritiske poeten Robert Edward Harts nyskapade tidskrift Zodiaque, bland annat en hyllningsdikt till hans frus morbror, fotografen Ramilijaona.

### Romandebut

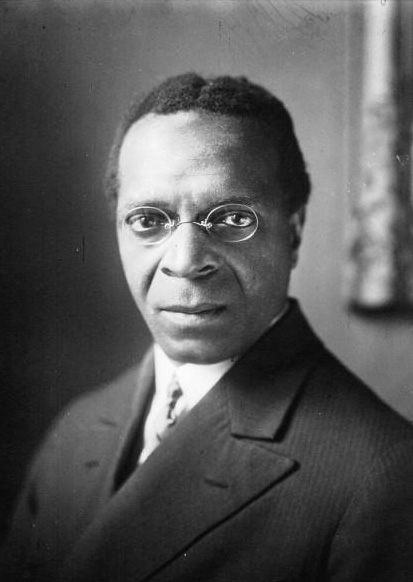
Rabearivelo inspirerades mycket efter att ha läst René Marans Goncourt-prisade roman Batouala.

År 1924 skrev han även romanen L'Aube rouge (Röd gryning), dedikerad advokaten Ivan Manhès. Efter att ha läst René Marans roman Batouala, som fick det första Goncourtpriset tilldelat en svart författare, inspirerades Rabearivelo till att skriva romaner. I synnerhet förordet, som väckte stor skandal i Paris, inspirerade Rabearivelo. Förordet till L'Aube rouge inleds med en hommage till pastor Andriambelo, vännerna Samuel Jafetra och Pierre Camo – och René Maran. Romanens estetik var också tämligen inspirerad av Batouala, och försöker finna Madagaskars kulturella och etniska rötter. L'Aube rouge gavs dock inte ut förrän långt efter hans död. Han fortsatte att intressera sig för sina kulturella rötter i Tableau de l'évolution hova, där han försökte spåra hova-klassens rötter på Madagaskar. För andra gången i ett publicerat verk använde han sig av namnet "Jean-Joseph Rabearivelo". Dessutom skrev han på en hyllning till den andra merina-kungen, Radama II, som dock aldrig färdigställdes. En dikt från projektet återkom dock i samlingen Sylves några år senare, om lönnmordet på Radama II. Berättelsen om mordet på Radama II återkommer också i L'Aube rouge. L'Aube rouge skrevs helt och hållet på franska, men gavs inte ut förrän långt efter Rabearivelos död. När Volumes presenterades 1928 omnämndes romanen, och att den snart skulle ges ut. Det skedde dock inte förrän 1988.

### Den romantiske Rabearivelo
Poesin som följde på den första diktsamlingen har av forskare delats in i två huvudsakliga perioder: En första period, som fortfarande var helt präglad av romantiska influenser, och en andra period, som var betydligt friare och mer kreativ, och där fokus låg på att förena ett mytiskt förgånget med en alienerande modernitet.

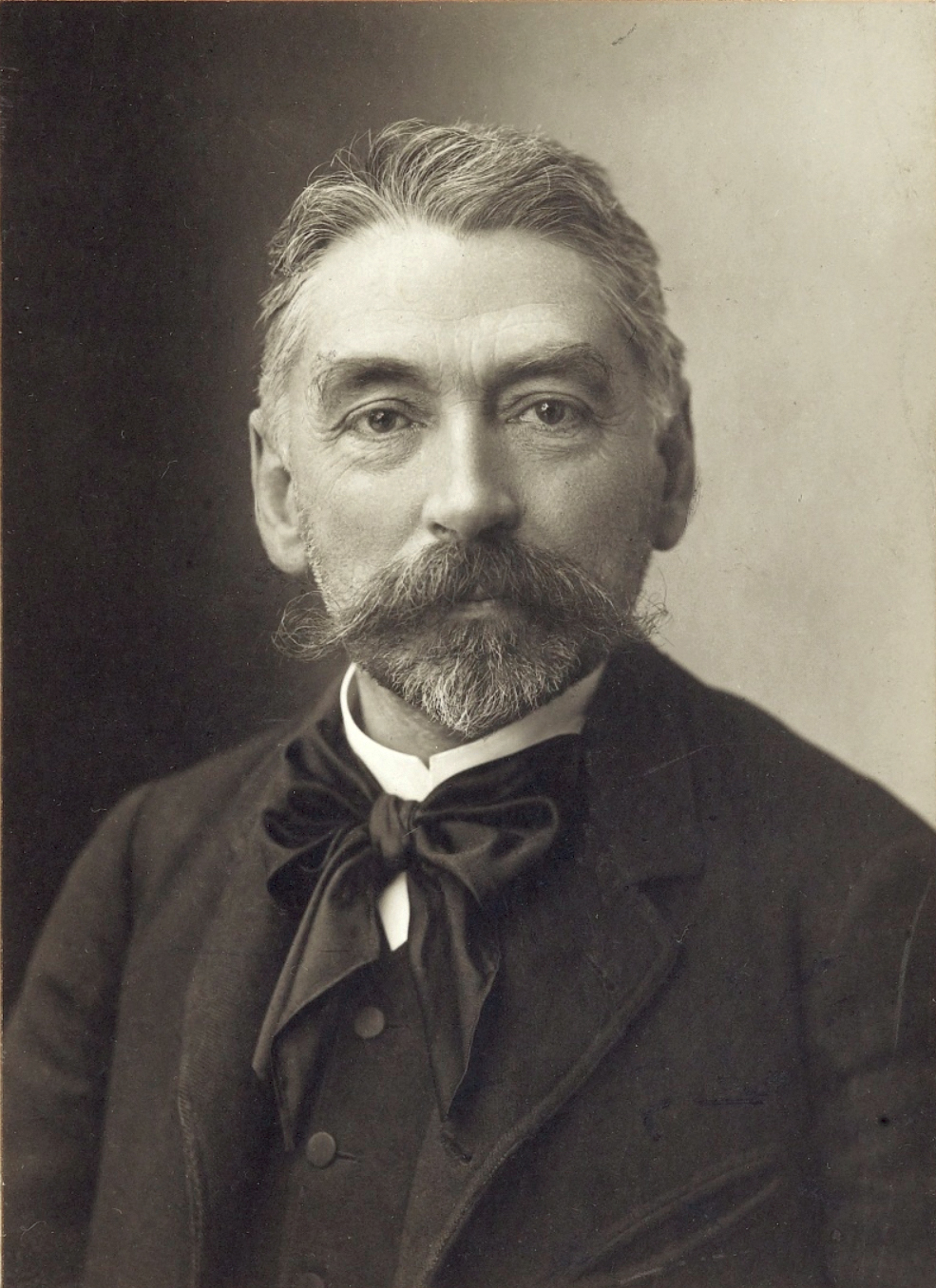
Chants pour Abéone var inspirerad av Mallarmés poesi.

Till den första perioden kan diktsamlingarna Chants pour Abéone (1926), Sylves (1927) och Volumes (1928) hänföras. Chants pour Abéone, som påbörjades i december 1925, var en dröm om avfärd inspirerad av Mallarmés poesi. Skrivandet gick fort, i regel en dikt om dagen, mellan december och februari. Diktsamlingen består huvudsakligen av alexandriner och tematiserar kampen mellan att vilja lämna och lojaliteten med sitt ursprung. Han skrev första utkast till dikterna enbart på högersidan i anteckningsboken, för att sedan på vänstersidan fastställa den färdiga dikten i dess slutgiltiga form. Även om diktsamlingen färdigställdes 1926 gavs den dock, av okänd anledning, inte ut förrän 1935.
26 augusti 1927 gavs dock en diktsamling ut, Sylves (ung. Skogar). Utgivaren var Louis Dussol, Rabearivelos arbetsgivare på Imerinas tryckeri. Diktsamlingen trycktes i 125 exemplar, varav 25 numrerade, och var totalt 104 sidor i ett format om 16,5 x 25 centimeter. Öppningsdikten är skriven på alexandrin och en sorts poetik. Därefter följer 54 dikter fördelade på fem avdelningar: "Nobles dédains" (Nobelt förakt), dedicerad till den franska poeten och romanförfattaren Marcel Ormoy, "Fleurs mêlées" (Blandade blommor), "Destinée" (Öde), dedicerad till Jules Laforgue, "Dixains" (Tiotal, vars form och idé lånats av poeten och författaren Paul-Jean Toulet men som dedicerades till Philippe Chabaneix) samt "Sonnets et poèmes d'Iarive" (Sonnetter och dikter från Iarivo), en sorts hommage till vännen Pierre Camo. Diktsamlingen hade influerats av två poetiska skolor som var stora i Frankrike vid den tiden. Dels "L'École romane", som hade grundats av Jean Moréas 1891, och som ville hitta en fransk, medelhavsinspirerad poesi i motsättning till vad man uppfattade som en alltför hermetisk symbolism. Jämte Moréas stod bland annat Charles Maurras nära skolan. "L'École fantaisiste", å andra sidan, hade grundats av Toulet 1912 och kännetecknades av en lätt, närmast burlesk stil, utan att (enligt Toulet) för den skull ringakta nationen eller formen. I Sylves figurerar flera av namnen som var stora i denna skola, såsom Toulet men även bland annat Tristan Derème och Francis Carco.
I Sylves och Volumes fortsatte döden, jorden, graven och förfäderna att stå i fokus. Dikterna skrevs på franska och följde strikt franska versscheman och rimmönster, med tydlig inspiration av inte minst Charles Baudelaire. I Volumes i synnerhet började han därtill fokusera på hur man skulle kunna brygga samman den franska poesin med madagaskiska litterära och poetiska traditioner. Rabearivelo kallade sig, när de här diktsamlingarna skrevs, för postsymbolist. Samtidigt översatte han verk från europeiska författare som Baudelaire, Rimbaud, Laforgue, Rilke, Walt Whitman och Luís de Góngora y Argote till malagassiska.
1931 var han med och grundade tidskriften Ny Fandrosoam-baovao ("Den nya framgången"), vars första nummer gavs ut 5 augusti 1931. Tidskriften drevs av poeten Ny Avana Ramanantoanina, och hade som mål att främja en nationell poesi, i huvudsak på malagassiska. Tidskriften har beskrivits som en del av en renässans av madagaskisk litteratur, och lade grunden för en typ av litteratur som dominerade under åren som följde och som man kallade "Mitady ny very" – att söka efter det som gått förlorat.

### Den modernistiske Rabearivelo

En valiha-cittra, traditionellt instrument i Madagaskar som återkommer i Rabearivelos poesi.

1931 började Rabearivelo också skriva på Presque-songes (1934), och därmed inleddes den andra av Rambeloson-Rapieras två perioder. Presque-songes var den första diktsamlingen som Rabearivelo skrev på franska och malagassiska, samtidigt. I växelverkan mellan de två språken lade Rabearivelo stor tonvikt vid att hitta en rytm och takt som påminde om musik. Diktsamlingen medförde hans stora litterära genombrott, och var den första diktsamlingen där han framträdde med en unik, egenartad röst. I diktsamlingen märks allt tydligare influenser av afrikanska rytmer och madagaskiska litterära former – i huvudsak kabary och hainteny – men även en modernistisk surrealism. Diktsamlingen har ett stort fokus på lokala företeelser: bland annat förekommer mangofrukter, kaktusar, valiha-cittror och rävapor i poesin. I diktsamlingen har han också gjort sig av med alla europeiska rimmönster och versscheman.
1935 publicerades Traduit de la Nuit (Tolkat ur natten), där extas och ångest i högre grad präglar diktningen. Om han tidigare i sin poesi har porträtterat känslan av alienation i kolonialsamhället, är det här snarare en världslig alienation till världen. Ingemar och Mikaela Leckius menar i sitt förord att Traduit de la nuit är hans ojämförligt märkligaste diktsamling, kännetecknad av ett "kosmiskt främlingskap".

## Arv och eftermäle

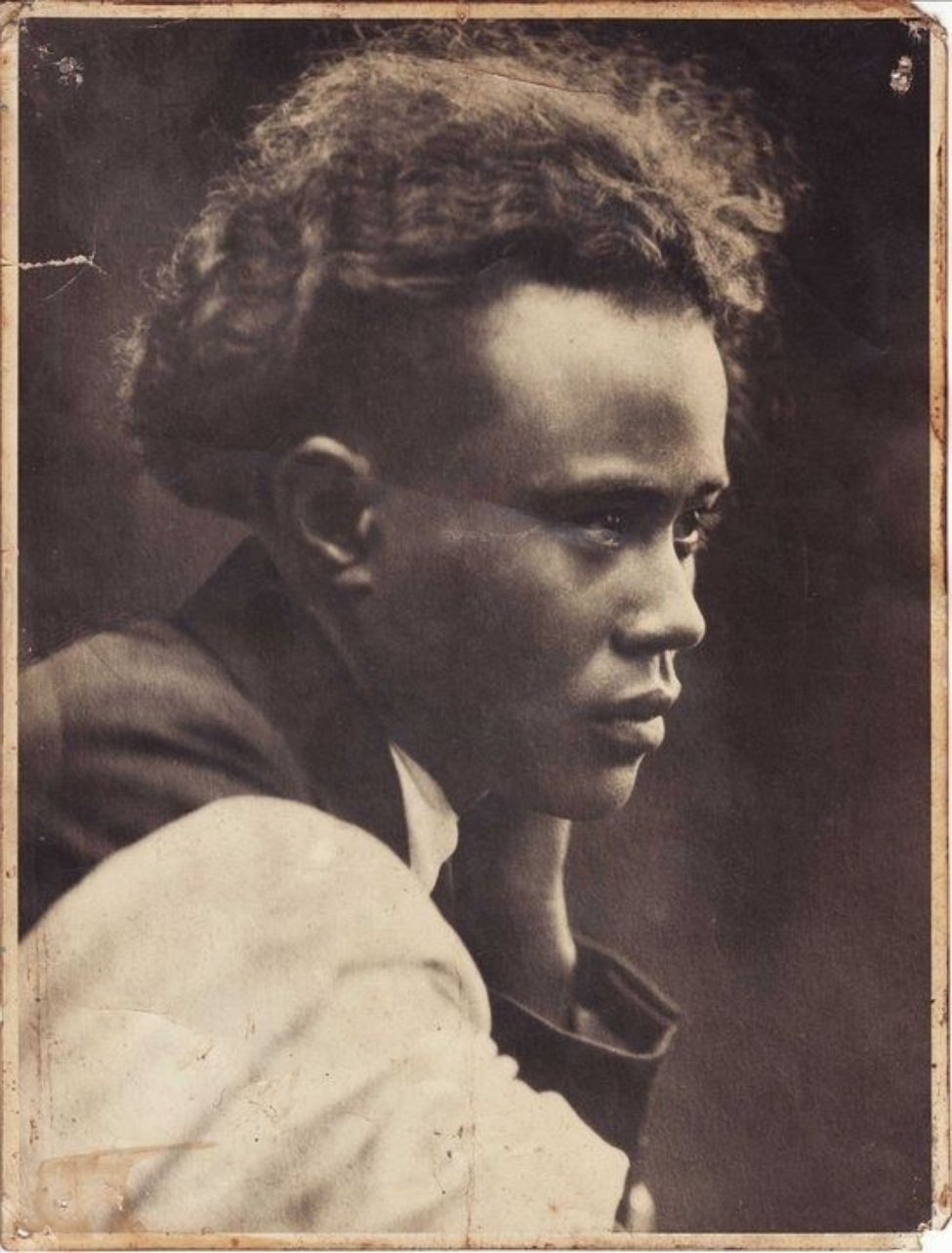
Porträtt av Rabearivelo.

Jean-Joseph Rabearivelo har av många ansetts vara Afrikas första moderna poet, bland annat av den senegalesiska poeten Léopold Senghor, som grundade Négrituderörelsen och senare blev Senegals första president. Han har därtill, bland annat av hans engelska översättare Robert Ziller, kallats en av 1900-talets mest inflytelserika och enigmatiska poeter. Han anses vara en av grundarna till den samtida madagaskiska litteraturen, och utsågs vid Madagaskars självständighet till landets nationalpoet. I flera olika sammanhang har han kallats för det franska språkets Rabindranath Tagore.
Rabearivelos verk har översatts till ett stort antal språk, och dikter har tonsatts och framförts i Madagaskar såväl som i Sydafrika. Dikter har blivit tonsatta av kompositörer och tonsättare som franska Jean-Louis Florentz, nederländska Jan Willem van Dormolen och amerikanska Robert Cornman. 2016 satte den svenska kompositören och tonsättaren Tebogo Monnakgotla upp en kortopera över Jean-Joseph Rabearivelos död som uruppfördes på Kungliga Operan. Hon har även tonsatt flera av hans dikter, bland annat "Gryning" ("Naissance du jour") ur diktsamlingen Presque-songes (Nästan-drömmar). Den madagaskiske skulptören Joël Andrianomearisoa uppförde en skulptur, "matière du rêve", med utgångspunkt i Rabearivelos poesi, på Venedigbiennalen 2019.
Rabearivelo har varit föremål för en tilltagande mängd forskning och biografier, bland annat av Gavin Bord, Serge Meitinger, Liliane Ramarosoa och Jean-Louis Joubert. 1958 gav Rabearivelos nära vän Roubert Boudry ut en biografi över honom som har präglat mycket av receptionen av poeten.

### Antologier
- 1960: Poèmes (Presque-songes, Traduit de la nuit), Antananarivo, Imprimerie officielle.
- 1990: Poèmes (Presque-songes, Traduit de la nuit, Chants pour Abéone), Paris, Hatier.
- 2010: Œuvres complètes : tome I. Le diariste (Les Calepins bleus), l'épistolier, le moraliste, Paris, CNRS Éditions.
- 2012: Œuvres complètes : tome II. Le poète, le narrateur, le dramaturge, le critique, le passeur de langues, l'historien, Paris, CNRS Éditions.

### Poesi
- 1924: La Coupe de cendres, Antananarivo, G. Pitot de la Beaujardière.
- 1927: Sylves, Antananarivo, Imprimerie de l'Imerina.
- 1928: Volumes, Antananarivo, Imprimerie de l'Imerina.
- 1934: Presque-songes (Nästan-drömmar), Antananarivo, Imprimerie de l'Imerina.
- 1935: Traduit de la nuit, Tunis, Éditions de Mirage.
  - 1991: Traduit de la nuit, Paris. Éditions Orphée La Différence.
- 1936: Chants pour Abéone, Antananarivo, Éditions Henri Vidalie.
- 1957: Lova, Antananarivo, Imprimerie Volamahitsy.
- 1959: Des Stances oubliées, Antananarivo, Imprimerie Liva.
- 1967: Vielles chansons des pays d'Imerina, Antananarivo, Éditions Madprint.

### Teater
- 1935: Imaitsoanala, fille d'oiseau: cantate, Antananarivo, Imprimerie officielle.
- 1936: Aux portes de la ville, Antananarivo, Imprimerie officielle.
- 1988: Imaitsoanala, zana-borona, Antananarivo, Imprimerie officielle.

### Prosa
- 1988: L'Interférence, följt av Un conte de la nuit, Paris, Hatier.
- 1988: Irène Ralimà sy Lala roa, Antananarivo, Imprimerie nationale.
- 1998: L'Aube rouge, Paris, Bouquins.

### Diverse
- 1934: Enfants d'Orphée, Mauritius, The General Printing.
- 1934: Ephémerides de Madagascar, Antananarivo, M. Eugène Jaeglé.
- 1936: Tananarive, ses quartiers et ses rues. Antananarivo, Impremierie de l'Imerina.

### Utgivet på svenska
- 1973: Dikter, i urval och översättning av Ingemar och Mikaela Leckius.
- 2024: Nästan-drömmar (Presque-songes), i översättning av Eric Luth